# Liste der Baudenkmäler in Detmold-Hakedahl
Die Liste der Baudenkmäler in Detmold-Hakedahl enthält die denkmalgeschützten Bauwerke auf dem Gebiet von Detmold-Hakedahl in Nordrhein-Westfalen (Stand: September 2024). Diese Baudenkmäler sind in der Denkmalliste der Stadt Detmold eingetragen; Grundlage für die Aufnahme ist das Denkmalschutzgesetz Nordrhein-Westfalen (DSchG NRW).
| Bild                                          | Bezeichnung                                   | Lage                          | Beschreibung | Bauzeit | Eingetragen seit  | Denkmal- nummer |
| --------------------------------------------- | --------------------------------------------- | ----------------------------- | ------------ | ------- | ----------------- | --------------- |
| ehemalige Leibzucht von 1732 mit Nebengebäude | ehemalige Leibzucht von 1732 mit Nebengebäude | Barntruper Straße 57A Karte   |              | 1732    | 23. Dezember 1985 | 146             |
| weitere Bilder                                | Gut Herberhausen (7 Objekte)                  | Barntruper Straße 16–18 Karte |              |         | 21. Juni 1996     | 511             |
| Bruchsteinscheune                             | Bruchsteinscheune                             | Barntruper Straße 32 Karte    |              | 1920    | 21. April 2015    | 702             |
| Bauernhaus-Torgestell                         | Bauernhaus-Torgestell                         | Barntruper Straße 30a Karte   |              | 1801    | 4. Dezember 2015  | 708             |

- Karte mit allen Koordinaten:
- OSM |
- WikiMap